# Luigi Reverberi
Luigi Reverberi (Cavriago, 10 settembre 1892 – Milano, 22 giugno 1954) è stato un generale italiano degli alpini, insignito della medaglia d'oro al valor militare.

## Biografia
Militò per più di trent'anni nelle file del Regio Esercito, combattendo in entrambe le guerre mondiali. Frequentò l'Accademia militare di Modena, da cui uscì con il grado di sottotenente. Nel 1913 sempre da sottotenente prese parte alla campagna di Libia. Durante la prima guerra mondiale combatté con il 7º Reggimento alpini a Ponte Alto, alle Tofane, alla Bainsizza, sul Monte San Gabriele, a Monte Solarolo e a Fiera di Primiero e per il suo valore gli vennero assegnate tre medaglie d'argento, una croce al merito di guerra e l'Ordine militare di Savoia.  Dopo la guerra militò nella 2ª divisione Alpini e nel 1926 divenne tenente colonnello. Nel 1935 ebbe la promozione a colonnello e comandò il 67º reggimento di fanteria. Nel 1939 fu capo di Stato Maggiore del Corpo d'Armata autotrasportato. Nel luglio 1939 fu promosso generale di brigata.
Durante la seconda guerra mondiale nel 1941 prestò servizio presso  il comando del XXVI corpo d'armata in Albania. Durante la disastrosa ritirata dalla Russia si distinse nella battaglia di Nikolaevka. Compì quasi tutta la sua carriera militare nel corpo degli Alpini sino a giungere al grado di generale di corpo d'armata. Quando era maggiore, i suoi soldati del battaglione Vestone lo soprannominarono affettuosamente Gasosa.

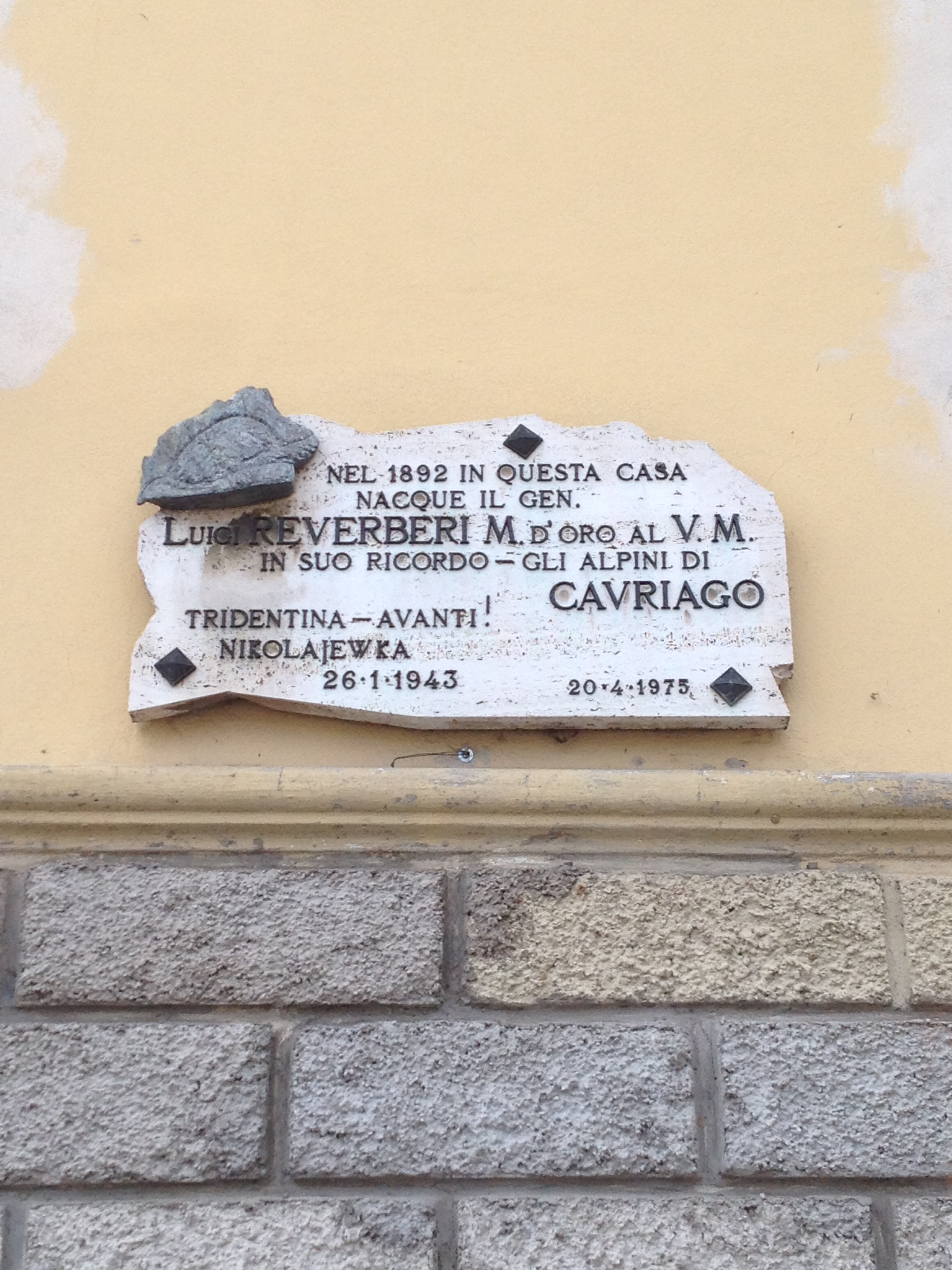
Targa commemorativa sulla casa natale del generale Reverberi a Cavriago

Questo soprannome venne usato dopo, con una punta di malevola ironia, anche negli ambienti del Ministero della Guerra a Roma. Era noto anche come Generale dieci lire perché, dopo aver passato in rassegna le sue truppe alpine, che peraltro giudicava sempre encomiabili, al momento di andare via faceva dare dal suo aiutante di campo al capoposto della guardia schierata per salutarlo un biglietto da dieci lire, affinché tutti bevessero alla sua salute. Questi atteggiamenti affabili addolcivano la disciplina militare e suscitavano nei suoi sottoposti una grande fedeltà e dedizione al servizio.
Nel 1942, al comando della divisione alpina "Tridentina", andò sul fronte russo, dove combatté nella battaglia di Nikolaevka, riuscendo a salvare e riportare in patria parte dei suoi alpini. Per questo gli venne conferita una medaglia d'oro al valore militare. Dopo il suo rientro in Italia, mentre si trovava a Bressanone, venne arrestato dai tedeschi l'8 settembre e internato in un campo di prigionia a Posen. Dichiarando che voleva aderire alla RSI, ottenne di essere liberato e inviato per addestramento in Francia a Vittel, dove però non tardò a prendere contatti con la Resistenza francese. Quando i tedeschi se ne accorsero, lo mandarono in un campo di punizione a Wietzendorf e poi di nuovo a Posen, dove venne catturato dai russi e tenuto prigioniero.
Nel mese di settembre 1945 rientrò infine in Italia e nel 1947 fu promosso Generale di corpo d'armata. Nel 1946, iniziata l'epurazione dei militari che avevano combattuto nella guerra fascista, venne denunciato per collaborazionismo dal senatore Edoardo D'Onofrio del PCI e estromesso dal servizio attivo. Dopo la guerra fu, per anni, consigliere delegato di una ditta di saponi e cosmetici. Nel tempo libero, anche se amareggiato per aver dovuto lasciare precocemente l'esercito, si occupò di ricostituire l'Associazione Nazionale Alpini. Fu autore di diverse memorie sulla campagna italiana di Russia. Dopo aver affrontato tante battaglie, il 22 giugno 1954 fu stroncato da un infarto che ne provocò la caduta dalle scale della sua abitazione di via De Amicis a Milano.
È sepolto nella tomba di famiglia presso il cimitero di Montecchio Emilia.

## Riconoscimenti

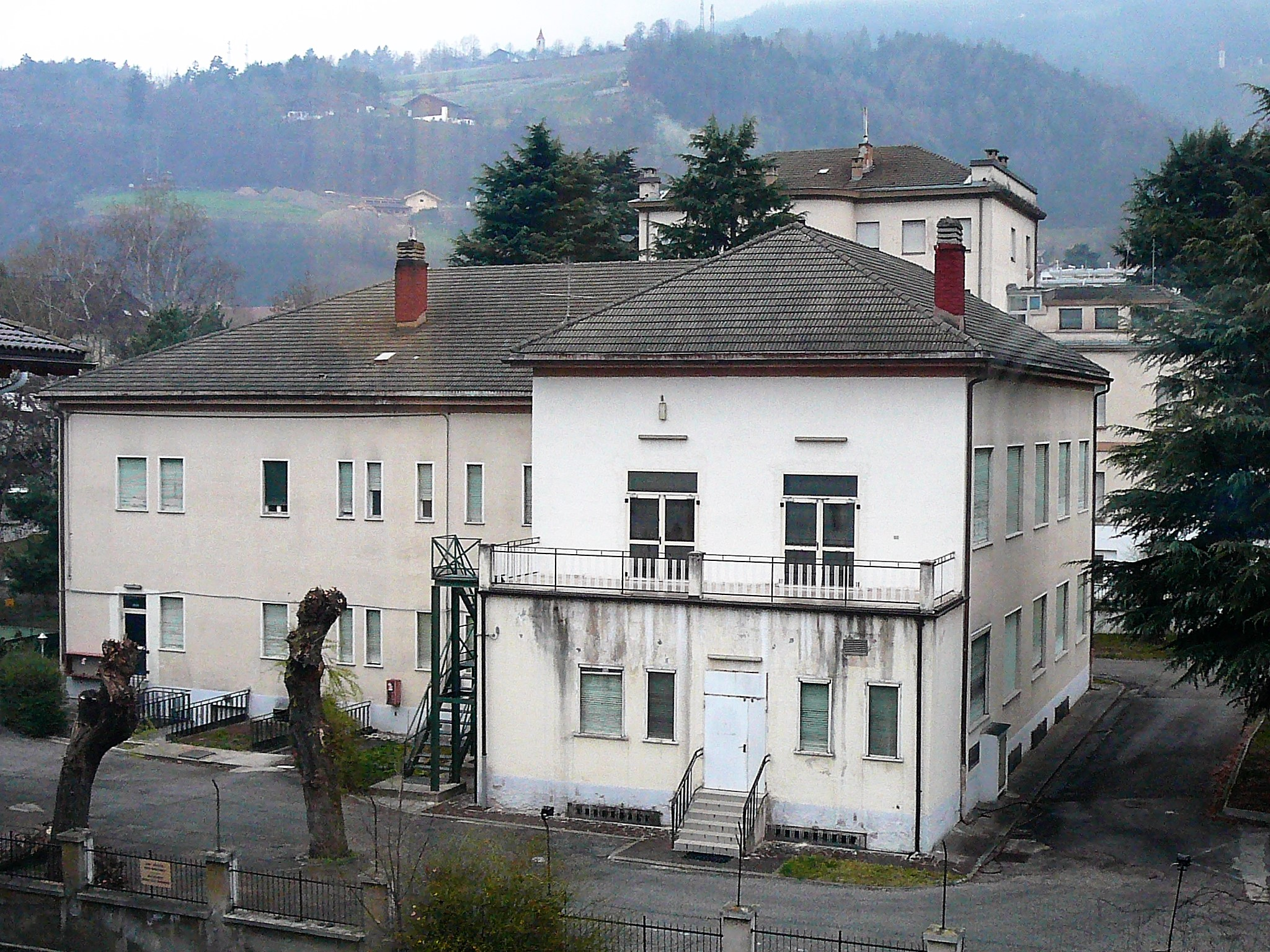
Palazzo Reverberi, sede della Brigata alpina "Tridentina", a Bressanone

- Cavriago gli ha dedicato un monumento
- A Bressanone gli è stato intitolato il palazzo dove ha sede la Brigata alpina "Tridentina"